# Rapportpigen
Rapportpigen er en dansk film fra 1974, skrevet og instrueret af Knud Leif Thomsen.

## Medvirkende
- Lise-Lotte Norup
- Kirsten Rolffes
- Claus Nissen
- Søren Strømberg